# Bertheliniinae
Bertheliniinae is een onderfamilie van weekdieren uit de klasse van de Gastropoda (slakken).

## Geslacht
- Berthelinia Crosse, 1875